# Harvest Moon: Save the Homeland
Harvest Moon: Save the Homeland (牧場物語3 ハートに火をつけて, Bokujō Monogatari 3: Heart ni Hi o Tsukete) est un jeu vidéo de type simulation de vie / RPG sorti le 20 novembre 2001 aux États-Unis sur PlayStation 2. C'est le premier jeu de la série Harvest Moon publié sur cette console. Une version téléchargeable pour PS4 est sortie sur le PS Store le 9 mai 2017.

## Synopsis
Le joueur incarne un jeune homme de 21 ans dont le grand-père vient de mourir, laissant ainsi sa ferme à son petit-fils. Arrivant dans cette ferme pour récupérer les affaires du défunt, le héros rencontre 3 "Harvest Sprits" et une déesse qui lui demanderont de reprendre la ferme et de les aider.
Le village devant être détruit dans un an pour y construire un parc d'attractions, le but du jeu est de trouver un moyen de sauver le village avant la fin de l'année.

## Système de jeu
Comme les autres jeux de la série Harvest Moon, le joueur doit s'occuper de ses champs et y faire pousser toutes sortes de fruits et légumes, ainsi qu'élever des poules et des vaches. 
Une différence par rapport aux autres opus de la série, le jeu ne durant qu'un an, il est impossible de se marier, bien que les prétendantes sont nombreuses dans ce jeu.
Le but du jeu est de sauver le village pour qu'il ne soit pas détruit. Pour cela il y a 9 dénouements possibles. Ces dénouements dépendent des personnes avec qui le héros se lie d'amitié. Pour chacun de ces fins de jeu, le joueur est impliqué dans une quête (trouver un trésor, etc.). 
Une fois arrivé à la fin du jeu, il est possible de continuer le jeu et de trouver un autre dénouement tout en gardant les animaux obtenus au cours du jeu.
Concernant la vie à la ferme, le joueur peut élever des poules et des vaches, mais aussi un chien et un cheval qui peut être utilisé pour traverser le village, ce qui était impossible dans les précédents volets de la série. Des recettes de cuisine sont également réalisables.

## Accueil
Harvest Moon: Save the Homeland a reçu des critiques positives : GameRankings a attribué une note de 76 %. et IGN a donné un note de 8,8.